# Себастьян Кава
Себастьян Кава (15 листопада 1972, Забже) — польський пілот-планерист. Десятиразовий чемпіон світу, багаторазовий переможець чемпіонатів Європи та Гран-Прі з планерного спорту. Тривалий час — номер один у міжнародному рейтингу пілотів-планеристів. Чинний світовий чемпіон у класі 15-метрових планерів і чемпіон Європи у 18-метровому класі. Активний популяризатор авіації, автор книг про планеризм, блогер. Професія — лікар.

## Біографія
Себастьян — пілот-планерист у другому поколінні. Його батько Томаш Кава відомий як пілот школи гірських польотів у Спеці (Південна Польща). В юності Себастьян займався вітрильним спортом і виступав на змаганнях у класі Кадет, Оптиміст і в класі 420. Здобув ряд перемог на національних чемпіонатах і брав участь у змаганнях європейського та світового рівня.
У виданні «Sky Full of Heat» (виходило англійською та польською мовами), опублікованому в грудні 2012 року, переважна частина присвячена біографії Себастьяна.